# Collegio plurinominale Veneto 2 - 01 (2017)
Il collegio elettorale plurinominale Veneto 2 - 01 stato è un collegio elettorale plurinominale della Repubblica Italiana per l'elezione della Camera tra il 2017 ed il 2022.

## Territorio
Come previsto dalla legge elettorale italiana del 2017, il collegio era stato definito tramite decreto legislativo all'interno della circoscrizione Veneto 2.
Il collegio comprendeva la zona definita dai tre collegi uninominali Veneto 2 - 02 (Padova), Veneto 2 - 03 (Vigonza) e Veneto 2 - 04 (Abano Terme).

## Dati elettorali

### XVIII legislatura
Come previsto dalla legge elettorale, 386 deputati erano eletti in 63 collegi plurinominali con ripartizione proporzionale a livello nazionale tra le coalizioni e le singole liste che avessero superato la soglia di sbarramento stabilita.
Nel collegio venivano eletti 9 deputati.
| Liste          | Liste                               | Proporzionale | Proporzionale | Proporzionale | Maggioritario | Maggioritario | Maggioritario |  |
| Liste          | Liste                               | Voti          | %             | Seggi         | Voti          | %             | Seggi         |  |
| -------------- | ----------------------------------- | ------------- | ------------- | ------------- | ------------- | ------------- | ------------- |  |
|                | Lega                                | 174 480       | 31,27         | 2             | 265 107       | 47,51         | 3             |  |
|                | Forza Italia                        | 62 040        | 11,12         | 1             | 265 107       | 47,51         | 3             |  |
|                | Fratelli d'Italia                   | 22 769        | 4,08          | –             | 265 107       | 47,51         | 3             |  |
|                | Noi con l'Italia – UDC              | 5 818         | 1,04          | –             | 265 107       | 47,51         | 3             |  |
|                | Movimento 5 Stelle                  | 136 991       | 24,55         | 2             | 136 991       | 24,55         | –             |  |
|                | Partito Democratico                 | 95 286        | 17,08         | 1             | 116 407       | 20,86         | –             |  |
|                | +Europa                             | 16 363        | 2,93          | –             | 116 407       | 20,86         | –             |  |
|                | Italia Europa Insieme               | 2 549         | 0,46          | –             | 116 407       | 20,86         | –             |  |
|                | Civica Popolare                     | 2 209         | 0,40          | –             | 116 407       | 20,86         | –             |  |
|                | Liberi e Uguali                     | 16 337        | 2,93          | –             | 16 337        | 2,93          | –             |  |
|                | Il Popolo della Famiglia            | 4 662         | 0,84          | –             | 4 662         | 0,84          | –             |  |
|                | CasaPound                           | 4 574         | 0,82          | –             | 4 574         | 0,82          | –             |  |
|                | Italia agli Italiani (FN - MSFT)    | 3 845         | 0,69          | –             | 3 845         | 0,69          | –             |  |
|                | Potere al Popolo!                   | 3 565         | 0,64          | –             | 3 565         | 0,64          | –             |  |
|                | 10 Volte Meglio                     | 1 985         | 0,36          | –             | 1 985         | 0,36          | –             |  |
|                | Partito Valore Umano                | 1 979         | 0,35          | –             | 1 979         | 0,35          | –             |  |
|                | Grande Nord                         | 1 881         | 0,34          | –             | 1 881         | 0,34          | –             |  |
|                | Partito Repubblicano Italiano – ALA | 692           | 0,12          | –             | 692           | 0,12          | –             |  |
| Totale         | Totale                              | 558 025       | 100           | 6             | 558 025       | 100           | 3             |  |
|                |                                     |               |               |               |               |               |               |  |
| Schede bianche | Schede bianche                      | 5 340         | 0,93          |               |               |               |               |  |
| Schede nulle   | Schede nulle                        | 9 813         | 1,71          |               |               |               |               |  |
| Votanti        | Votanti                             | 573 178       | 80,22         |               |               |               |               |  |
| Elettori       | Elettori                            | 714 488       |               |               |               |               |               |  |

## Eletti

### Eletti nei collegi uninominali
Eletti nella coalizione di centro-destra (Lega-FI-FdI-NcI)
| Collegio uninominale | Eletto | Eletto            | Partito |
| -------------------- | ------ | ----------------- | ------- |
| 2. Padova            |        | Arianna Lazzarini | Lega    |
| 3. Vigonza           |        | Alberto Stefani   | Lega    |
| 4. Abano Terme       |        | Lorena Milanato   | FI      |

### Eletti nella quota proporzionale
| Lega                          | Movimento 5 Stelle               | Partito Democratico | Forza Italia |
| ----------------------------- | -------------------------------- | ------------------- | ------------ |
|                               |                                  |                     |              |
| Massimo Bitonci Adolfo Zordan | Silvia Benedetti Raphael Raduzzi | Alessandro Zan      | Roberto Caon |

1. ↑  Aderisce al gruppo misto, non iscritti; in data 20.04.2018 alla componente «MAIE-Movimento Associativo Italiani all'Estero-Sogno Italia»; in data 18.02.2019 torna nei non iscritti; in data 18.04.2019 aderisce alla componente «Cambiamo!-10 Volte Meglio»; in data 17.12.2019 torna nei non iscritti; in data 08.02.2022 aderisce alla componente «Manifesta, Potere al Popolo, Partito della Rifondazione Comunista - Sinistra Europea».
2. ↑  In data 19.02.2021 aderisce al gruppo misto, non iscritti; in data 17.11.2021 alla componente «Alternativa».
3. ↑  In data 25.07.2022 aderisce al gruppo misto, non iscritti.